# Palazzo Salomoni Alberteschi

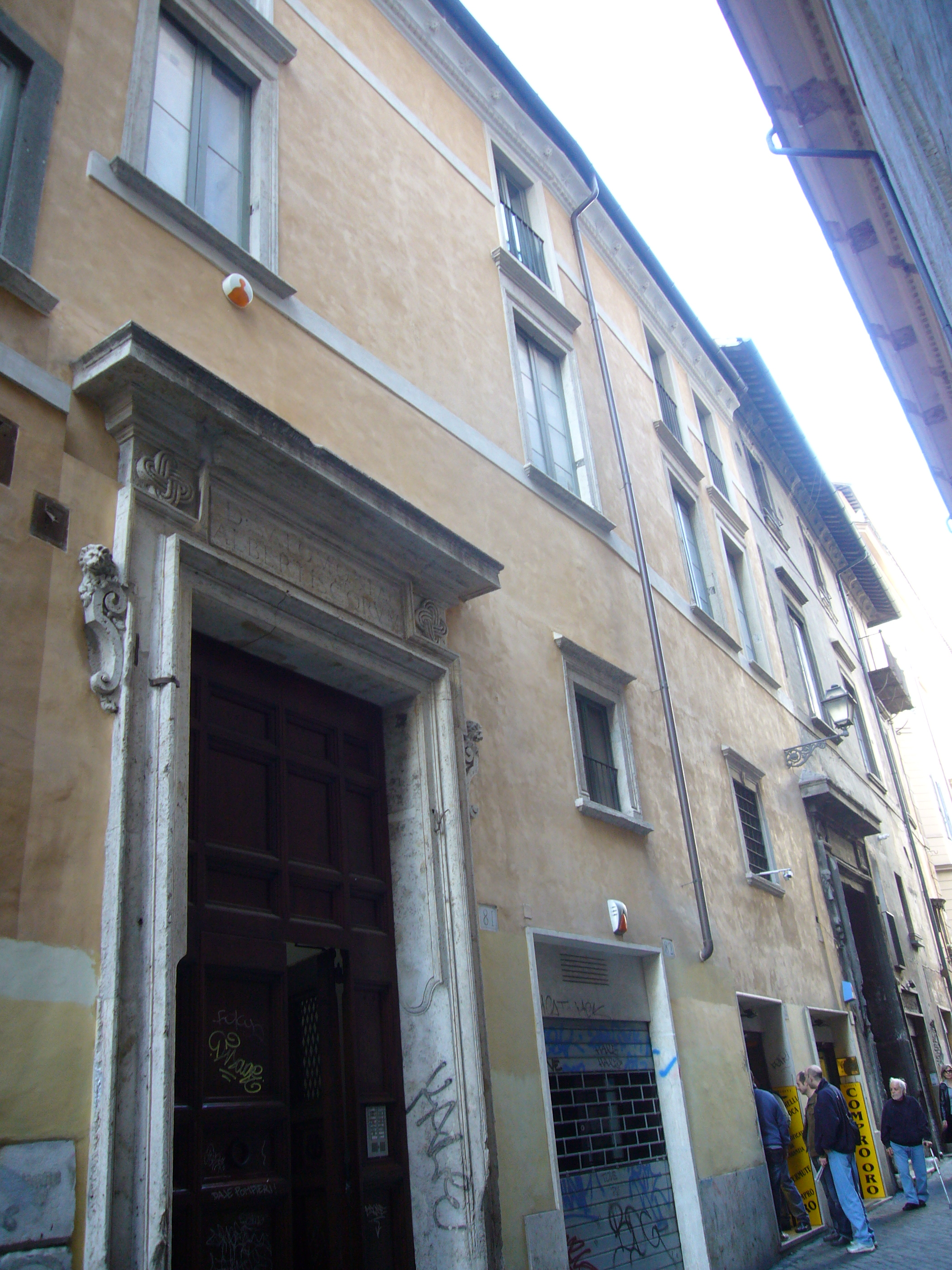
Fachada do palácio na Via dei Pettinari.

Palazzo Salomoni Alberteschi ou Palazzo Paloni Salomoni Alberteschi é um palácio localizado entre os números 81 e 87 da Via dei Pettinari, no rione Regola de Roma.

## História
Os Alberteschi foram uma poderosa família romana durante a Idade Média e suas torres fortificadas ficavam atrás da igreja de San Benedetto in Piscinula, numa vizinhança conhecida como Ripa Romea, onde viviam muitos judeus.  Salomone era um nome bastante comum na família e acabou finalmente se tornando o nome de um de seus ramos.
O palácio original era uma estrutura menor, do século XV e pertencente à nobre família Paloni, que o vendeu no século seguinte aos Salomoni Alberteschi. Estes, presentes em Roma desde o século XII e com membros senadores e conservadores no Campidoglio, ampliaram o edifício reconstruindo-o completamente. O palácio atual se apresenta em dois pisos além do térreo, o primeiro com janelas emolduradas com arquitraves e o segundo com uma espécie de balaustrada metálica. Coroando a fachada está um beiral decorado com cabeças de leão, nós de Salomão, um tradicional símbolo judaico e elemento heráldico da família, e estrelas de oito pontas.
No piso térreo se abre em dois grandes portais, um deles decorado com cabeças de leão e nós de Salmão flanqueando a inscrição "D(OMUS) SALOMONIA ALBERTISCORUM" ("Casa dos Salomoni Alberteschi").